# Espigão Alto do Iguaçu
Espigão Alto do Iguaçu é um município brasileiro do estado do Paraná. Sua população estimada em 2004 era de 5.078 habitantes.